# Grupo Desportivo de Sesimbra
O Grupo Desportivo de Sesimbra (GDS) é um clube multidesportivo português, localizado na vila de Sesimbra, distrito de Setúbal. O clube foi fundado em 10 de agosto de 1947, resultante da fusão das três equipas de futebol então existentes em Sesimbra: União Futebol Sesimbra, Vitória Futebol Club e Ases Futebol Clube, que se uniram de forma a que fosse possível a vila de Sesimbra alcançar maior projeção ao nível do desporto nacional.
As suas principais modalidades são o futebol e o hóquei em patins. Além destas, estão presentes no Sesimbra: futebol de praia, voleibol, natação, ginástica e badminton.
A principal conquista do clube é a Taça WSE (então Taça CERS), vencida em 1981 na modalidade de hóquei em patins. No futebol, o clube competiu durante diversas temporadas na 2ª Divisão, atingindo o seu auge na temporada 1969/1970, onde ficou em segundo lugar, a apenas um ponto da promoção para a 1ª Divisão. Nesta modalidade conquistou o seu último título na temporada 2023/2024, quando se sagrou campeão distrital da 2ª Divisão da Associação de Futebol de Setúbal.
As suas cores são o rosa/cerise e branco.

## História

### Fundação e primeiros anos

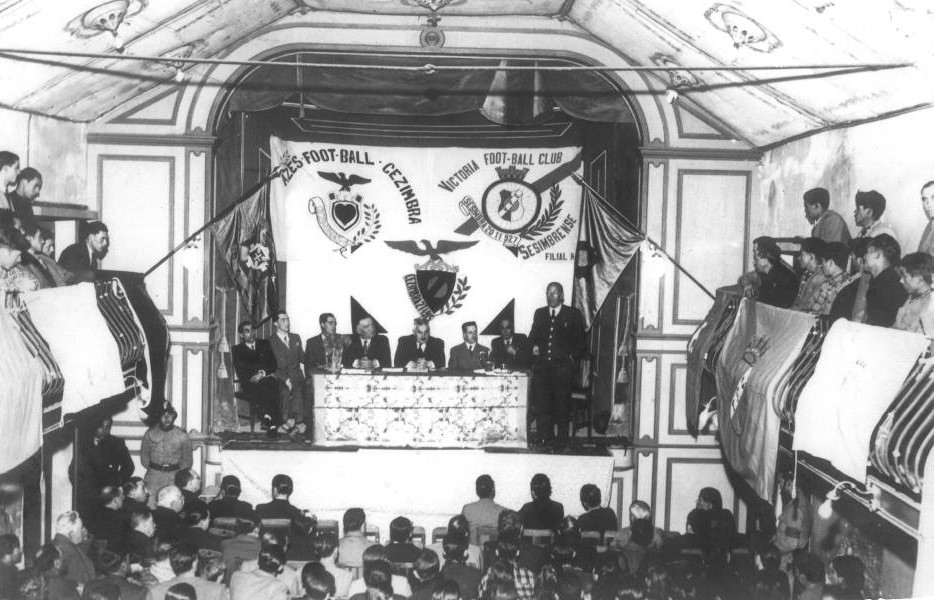
Assembleia da Fundação do Grupo Desportivo de Sesimbra

O Grupo Desportivo de Sesimbra foi fundado em 10 de agosto de 1947, resultante da fusão de três clubes de futebol de Sesimbra: União Futebol Sesimbra, Vitória Futebol Club e Ases Futebol Clube, fundados respetivamente em 27 de novembro de 1915, a 20 de novembro de 1927 e 4 de abril de 1931. Os sesimbrenses chegaram à conclusão de que, para Sesimbra alcançar maior projeção ao nível do desporto nacional, só deveria haver um único clube. Assim, realizou-se no Salão Recreio Popular, antigo cinema da vila, uma assembleia-geral conjunta destes três clubes onde ficou decidida a fusão e foi criado um novo clube. Esse clube viria a designar-se por Grupo Desportivo de Sesimbra.
Os três clubes fundadores atuavam não só no futebol, mas também noutras modalidades desportivas, embora com muitas dificuldades, pelo que se decidiu ter também diferentes secções desportivas no Grupo Desportivo de Sesimbra. O que os dirigentes dos três clubes pretendiam com a criação de um novo clube, não era apenas criar uma equipa de futebol mais forte, mas sim fomentar na juventude do concelho o gosto e interesse pela prática de todos os desportos. Foi assim, para além da secção do futebol, criada uma secção de ginástica, que funcionava numa sala cedida pela Santa Casa da Misericórdia, e uma secção de hóquei em patins, que funcionava num pequeno "rink" de patinagem construído pelos sócios Adelino José de Carvalho e José Franco Cheis.
No futebol, a 21 de junho de 1967 o clube ascendeu à 2ª Divisão Nacional, onde permaneceu durante onze temporadas, tendo anteriormente conquistado o título de Campeão Distrital da Setúbal em 1949-50, 1952-53 e 1966-67, entre outros troféus.

### O Gimnodesportivo de Sesimbra

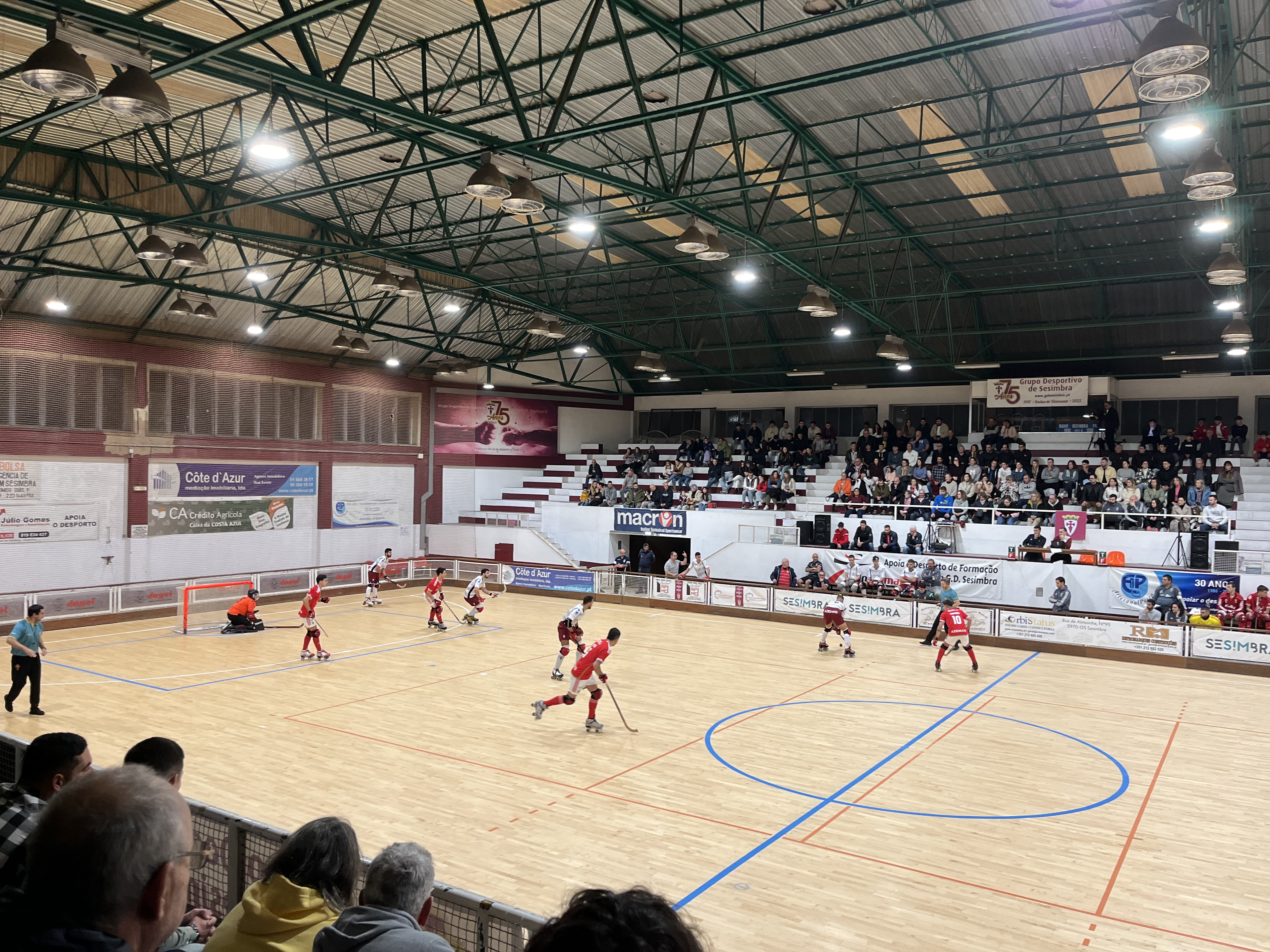
Fotografia do interior do gimnodesportivo de Sesimbra

Na época já se verificava, até nos antigos clubes da vila, o gosto pela prática de desportos como o voleibol, o basquetebol, o hóquei em patins, o atletismo, ou o ciclismo, mas as condições de trabalho eram precárias, o que levou o Grupo Desportivo de Sesimbra a procurar encarar o preenchimento de tal lacuna.
Começa, nesta altura, a fervilhar a ideia de que, só construindo um pavilhão gimnodesportivo com instalações adequadas para a prática desportiva em recinto coberto, seria possível que o jovem clube cumprisse o verdadeiro objetivo que levara à sua criação. Tendo a noção que sem a construção do seu pavilhão gimnodesportivo, aspiração de todos os sesimbrenses quase desde a sua fundação, a sobrevivência do clube perigava, como perigou, quando as suas equipas de futebol mais representativas não conseguiam as classificações ambicionadas, a construção de um pavilhão tornou-se assim uma aspiração crucial para o clube.
Esta aspiração foi concretizada oficialmente em 22 de abril de 1977, dia da inauguração do Pavilhão Gimnodesportivo de Sesimbra, com a presença de diversas figuras e instituições. Esse pavilhão não só ofereceu instalações adequadas para prática desportiva, mas também se tornou um marco na história desportiva de Sesimbra.
A efeméride foi assinalada com um Sarau de Ginástica que contou com a exibição de algumas centenas de ginastas das classes mais representativas do Ginásio Clube Português e, em 4 de junho de 1977, ainda dentro das manifestações de todas as modalidades desportivas que ficaram a marcar a inauguração, o Instituto dos Pupilos do Exército ofereceu também à população de Sesimbra um Sarau com diversos ginastas.
Muitos foram os sesimbrenses, desde particulares a empresários, passando pelos pescadores e entidades oficiais que, de uma maneira ou de outra, contribuíram para a construção daquela infraestrutura.

### As últimas décadas
Enquanto que o futebol continuou a ser a modalidade principal do clube surgiram, entretanto, novas modalidades e com elas novos êxitos desportivos, assumindo-se o hóquei em patins como um grande polo de dinamização e divulgação para Sesimbra.
A conquista do Título Nacional da 2ª Divisão de 1977/78, a vitória na primeira edição da Taça WSE (então Taça CERS), em 1981, após derrotar os holandeses do Lichtstad, para além de diversas participações em competições europeias, marcaram o percurso de uma modalidade muito acarinhada pelos sesimbrenses.
Ao longo do tempo esta modalidade têm conquistado vários títulos, desde os escalões jovens até aos seniores, ganhando destaque com vários títulos regionais, distritais e nacionais, incluíndo a organização do tradicional "Torneio Praias de Sesimbra". A estrutura da secção de hóquei em patins é atualmente composta por uma Escola de Patinagem e tem em atividade todos os escalões da modalidade.
A ginástica também tem dado frutos, principalmente nos trampolins, que ao longo dos anos têm prestigiado o clube com diversos títulos regionais e nacionais.
O voleibol, outra modalidade importante na vida do clube e que tem conseguido atingir, ao longo destes últimos anos, um grande nível no âmbito da formação, onde jovens licenciados e treinadores têm colocado em prática um plano de trabalho que tem permitido o cumprimento dos objetivos definidos.
Outras modalidades como o andebol, a patinagem artística, o basquetebol, o halterofilismo e o judo, também marcaram o seu percurso ao longo da história do Grupo Desportivo de Sesimbra.
Para garantir melhores condições para a prática desportiva, o clube tem vindo a procurar aumentar o seu património. Assim, na década de noventa, o clube pretendeu construir junto ao seu pavilhão um segundo campo de futebol de forma a ter melhores condições para as suas equipas, um projeto denominado Mata do Desportivo. No entanto, este complexo acabou por não ser construído no local pretendido,  mas, sim, na localidade de Maçã.
De forma a poder apostar na natação e aumentar as suas receitas para dar condições a outras modalidades, o clube apostou na construção de uma "Piscina e Sala de Desporto". Assim, a 23 de fevereiro de 2002 é lançada a primeira pedra da construção e a 10 de agosto de 2008 é inaugurado o Complexo Desportivo - Piscina e Sala de Desporto, constituído por uma piscina com 25 metros e seis pistas, uma sala de desporto, um ginásio de cardiofitness, sauna, bar, serviços administrativos e dois postos médicos.
Nos últimos anos, o clube tem envidado esforços para fortalecer e estreitar os laços com seus sócios, adeptos e simpatizantes, desenvolvendo diversas iniciativas como o lançamento da coleções de cromos com atletas do clube, a abertura da primeira loja oficial do clube e a exposição "A História do Grupo Desportivo de Sesimbra". Estas iniciativas para além de promoverem o clube, são um reflexo do compromisso do Grupo Desportivo de Sesimbra em construir relações duradouras e significativas com aqueles que apoiam e valorizam a sua presença na comunidade desportiva local.

## Simbolos e cores
O emblema do Grupo Desportivo de Sesimbra é composto por um escudo triangular de linhas convexas, que, no cimo, apresenta a amarelo um castelo com quatro torres. Abaixo, destaca-se uma faixa azul, na qual o nome da vila está disposto em amarelo. No centro do escudo, surge uma cruz de Santiago a rosa, evocando uma ligação direta com o brasão da vila de Sesimbra.
No que diz respeito às cores dos equipamentos do clube, a cor principal varia entre diferentes tonalidades de rosa e cerise. O branco, adotado como cor secundária, complementa a tonalidade principal.

### Evolução dos equipamentos
| 1960 | 1967 | 1976 | 1981 | 1994 | 2009 | 2018 | 2022 |  |

## Adeptos
O Grupo Desportivo de Sesimbra é reconhecido como o clube desportivo mais representativo do concelho de Sesimbra, sendo, entre os clubes do concelho, o que tem maior número de associados e simpatizantes, mas também, o que tem maior número de títulos conquistados e atletas de formação nas suas diversas modalidades. Assim, tendo uma forte presença local, a sua base de adeptos é composta maioritariamente por residentes e naturais do concelho. A sua comunidade de sócios, adeptos e simpatizantes é essencial para o clube, proporcionando diversos tipos de apoios às suas equipas, quer a nível financeiro como a nível de oferta de equipamentos essenciais para o clube.
A presença dos seus adeptos, tanto nos jogos em casa como nos jogos fora, destaca o espírito de apoio que a comunidade local oferece ao clube. Este comprometimento dos adeptos com o clube é assim um dos elementos essenciais na construção do sucesso da instituição.

## Modalidades

### Futebol

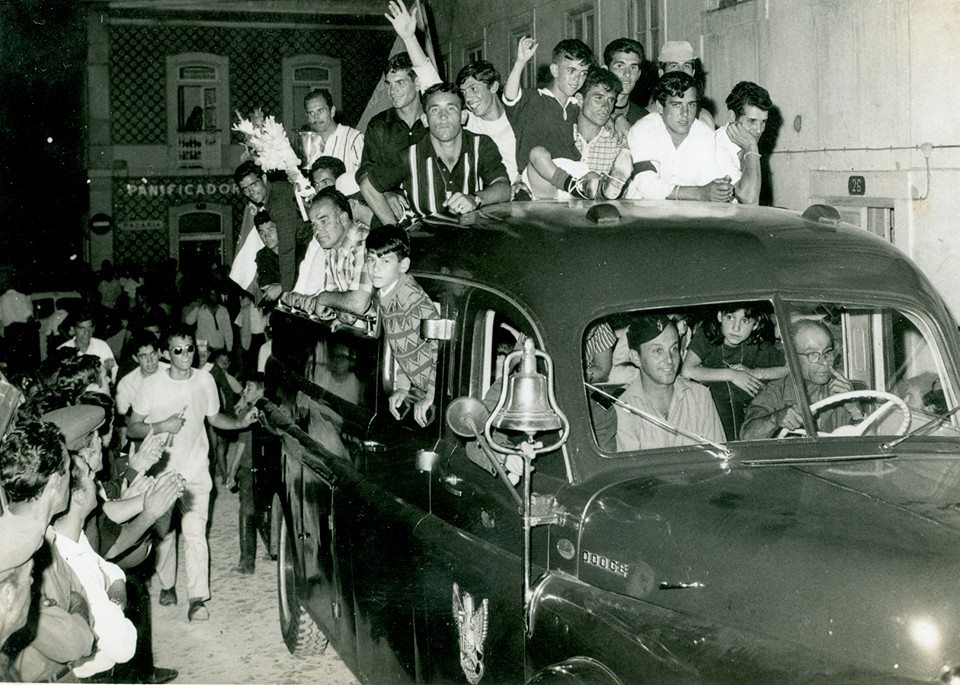
Festejos da subida de divisão em 1967.

A história da secção de futebol do Grupo Desportivo de Sesimbra remonta à fundação do clube em 1947, sendo a principal modalidade do clube. Iniciou a sua atividade no campo de jogos situado junto ao Ribeiro da Misericórdia, que havia sido utilizado pelo Zimbra Foot-Ball Club (mais tarde União Futebol Sesimbra, um dos clubes que deu origem ao Grupo Desportivo de Sesimbra). Nesse terreno viria a surgir o Estádio Vila Amália, onde o clube atua até os dias de hoje.
Em 1967, o clube ascendeu à 2ª Divisão, mantendo-se nesse patamar por onze temporadas consecutivas, atingindo o seu auge na temporada 1969/1970, onde conquistou o segundo lugar e ficou a apenas um ponto da promoção para a 1ª Divisão.
A 3ª Divisão foi o palco predominante ao longo da história do clube, com participações em 35 temporadas e a conquista de quatro títulos de campeão (1962/63, 1966/67, 1996/97 e 1998/99). Na 2ª Divisão / 2ª Divisão B participou durante 17 temporadas. Atualmente compete nos campeonatos distritais da AF Setúbal, onde já conquistou o título de campeão distrital da 1ª Divisão por cinco vezes (em 1949/50, 1952/53, 1966/67, 1995/96 e 2009/10) e o título de campeão distrital da 2ª Divisão por uma vez (em 2023/24).
A nível das suas equipas de formação, a sua escola de formação tem a sua atividade no Complexo Desportivo Municipal da Maçã, tendo sido distinguida como entidade formadora certificada pela Federação Portuguesa de Futebol.

### Hóquei em patins
A secção de hóquei em patins teve um papel destacado na 1ª Divisão durante a década de oitenta, conquistando lugar nas competições europeias pela primeira vez em 1980. Na sua época de estreia na Taça WSE (então Taça CERS), na primeira edição desta competição europeia, o clube alcançou a final, garantindo a vitória ao derrotar os holandeses do Lichtstad. Após esta conquista, apurou-se para outras edições, sem, no entanto, conseguir replicar o sucesso da sua primeira participação.
Após esta década, o clube competiu durante diversas épocas na 2ª Divisão, regressando esporadicamente ao escalão principal. Atualmente a sua equipa de hóquei em patins sénior compete na 3ª Divisão.
No âmbito da formação, a secção de hóquei em patins é atualmente composta por uma Escola de Patinagem que abrange todos os escalões da modalidade.

### Futebol de praia
O futebol de praia surge no Grupo Desportivo de Sesimbra já no século XXI, tendo conseguido a subida ao escalão maior da modalidade, o Campeonato de Elite, pela primeira vez em 2018.
A atividade da secção de futebol de praia do clube não se limita às competições séniores, estendendo-se à formação, promovendo uma escolinha de futebol de praia com equipas em sub-8, sub-10, sub-12, sub-14 e sub-18. Além destes escalões, a criação de uma equipa B reforçou o compromisso do clube com o desenvolvimento e preparação de jovens talentos.
Atualmente, o Grupo Desportivo de Sesimbra marca presença no Campeonato Nacional de Futebol de Praia, competindo com o objetivo de alcançar a promoção ao Campeonato de Elite, de forma a regressar ao principal escalão da modalidade.

### Voleibol
O voleibol ocupa um lugar entre as principais modalidades do Grupo Desportivo de Sesimbra, mantendo uma atividade ininterrupta desde 1993. Ao longo destes anos, a secção de voleibol consolidou-se como uma referência no âmbito da formação na região, sendo atualmente o único clube do concelho de Sesimbra a apostar no desenvolvimento da modalidade. Atualmente, abrange uma variedade de escalões, desde o minivoleibol até aos júniores. No âmbito sénior, a secção de voleibol do Grupo Desportivo de Sesimbra apresenta equipas tanto no setor masculino quanto no feminino, competindo ambas as equipas na 3ª Divisão.

### Outras modalidades
Outras modalidades como a natação, a ginástica e o badminton também são atualmente praticadas pelo clube, quer a nível sénior, como a nível de formação.
Tendo em conta que o fomento do gosto e interesse pela prática de todos os desportos foi um dos objetivos da sua criação, para além das modalidades atualmente praticadas, o Grupo Desportivo de Sesimbra ao longo da sua história teve ainda atletas noutras modalidades como o andebol, a patinagem artística, o basquetebol, o halterofilismo e o judo, entre outras.

## Recordes e Títulos
Futebol
- 2º Lugar 2ª Divisão (Zona Sul): 1969/70 (Melhor classificação)
- 1º Lugar 3ª Divisão (F): 1962/63; 1966/67; 1996/97; 1998/99
- Campeão 1º Divisão AF Setúbal: 1949/50; 1952/53; 1966/67; 1995/96; 2009/10
- Campeão 2º Divisão AF Setúbal: 2023/24

Hoquei em Patins
- 4º Lugar 1ª Divisão: 1980/81; 1982/83[39][40] (Melhor classificação)[33]
- Vencedor da Taça CERS de 1980/81
- Campeão 2ª Divisão: 1977/78

Futebol de Praia
- 7º Lugar Campeonato de Elite: 2019 (Melhor classificação)
- Vencedor da Taça AF Setúbal: 2023[41]
- Finalista da Euro Winners Challenge: 2024[42]

## Jogadores notáveis
Embora o futebol seja a modalidade principal do Grupo Desportivo de Sesimbra, esta modalidade ainda não atingiu a primeira divisão, ao contrário de outras como o hóquei em patins e o futebol de praia. No entanto, a história do clube é enriquecida por diversos jogadores que atingiram a elite do futebol português, chegando mesmo a ter nos seus planteis jogadores que, noutras etapas das suas carreiras, chegaram a representar a sua nação em competições internacionais. 
Ao longo dos anos, o clube tem formado talentos que não apenas brilharam nos seus planteis, mas também ascenderam ao cenário internacional. Os gémeos Marco Paixão e Flávio Paixão são dos exemplos mais recentes de jogadores formados no clube que fizeram a transição para o futebol profissional.
Além disso, figuras proeminentes como José Albano e Francisco Mário, destacam-se como verdadeiros embaixadores do clube, uma vez que são exemplos de jogadores formados no clube que alcançaram a primeira divisão do futebol português, tendo o último somado ainda quatro internacionalizações por Portugal.
A história do clube também inclui nomes ilustres como o magriço Jaime Graça e Rui Águas, dois internacionais por Portugal, que deixaram a sua marca tanto no cenário nacional quanto no seio do Grupo Desportivo de Sesimbra. Outro nome particularmente notável é José Mourinho, cujo percurso no clube como jogador, onde se destacou como um dos líderes da equipa, antecedeu a sua carreira como treinador internacional.
No que toca às modalidades, tanto no hóquei em patins como no futebol de praia, o Grupo Desportivo de Sesimbra já atingiu a principal divisão nacional, vendo surgir atletas que se destacaram e alcançaram assim o estatuto de internacionais pelas respetivas seleções, elevando o nome do clube para além das fronteiras locais.

## Presidentes
Ao longo da sua história, o Grupo Desportivo de Sesimbra já teve sob a liderança de 19 diferentes presidentes, alguns dos quais assumiram o cargo em múltiplas ocasiões. Por cinco ocasiões, em períodos de transição, o destino do clube foi confiado a Comissões Administrativas ou Juntas Diretivas. O atual presidente, Pedro Macedo, assumiu o cargo a 21 de dezembro de 2024, tendo sucedido a Sebastião Patrício, o presidente com mais tempo de mandato na história do clube, 30 anos, 10 meses e 19 dias.
Por ordem cronológica, a liderança do clube foi a seguinte:
- Comissão Administrativa, presidida por Joaquim Pinto Brás
- Joaquim Pinto Brás (1º)
- Idalesciano dos Reis Cabeçinha (2º)
- Joaquim Pinto Brás
- José Pinto Brás (3º)
- Isídro Cristo Fidalgo (4º)
- Marco Chagas Carvalho (5º)
- Augusto Pinto Sobral (6º)
- Isídro Cristo Fidalgo
- António Cardoso Laureano (7º)
- Júlio das Neves Pereira da Costa (8º)
- Junta Directiva, presidida por Joaquim Pinto Brás
- Carlos Loureiro Palmela (9º)
- Teodoro Bartolomeu Neto Gomes Alho (10º)
- Carlos Alberto Silva Figueiredo (11º)
- Manuel da Conceição Estevão (12º)
- Afonso de Castro Osório Cardoso Maurício (13º)
- Manuel da Conceição Estevão
- Fernando Ferreira Teodoro (14º)
- Júlio das Neves Pereira da Costa
- Albertino Martins de Carvalho (15º)
- Eugénio Augusto Utra Machado (16º)
- José Gago Oliveira Patrício (17º)
- Comissão Administrativa, presidida por Alfredo José Freitas Pereira
- Alfredo José Freitas Pereira (18º)
- Comissão Administrativa, presidida por Alfredo José Freitas Pereira
- Sebastião Manuel Patrício Simões (19º)
- Comissão Administrativa, presidida por Sebastião Manuel Patrício Simões
- Sebastião Manuel Patrício Simões
- Pedro Manuel Vieira Macedo (20º)

## Infraestruturas

### Estádio

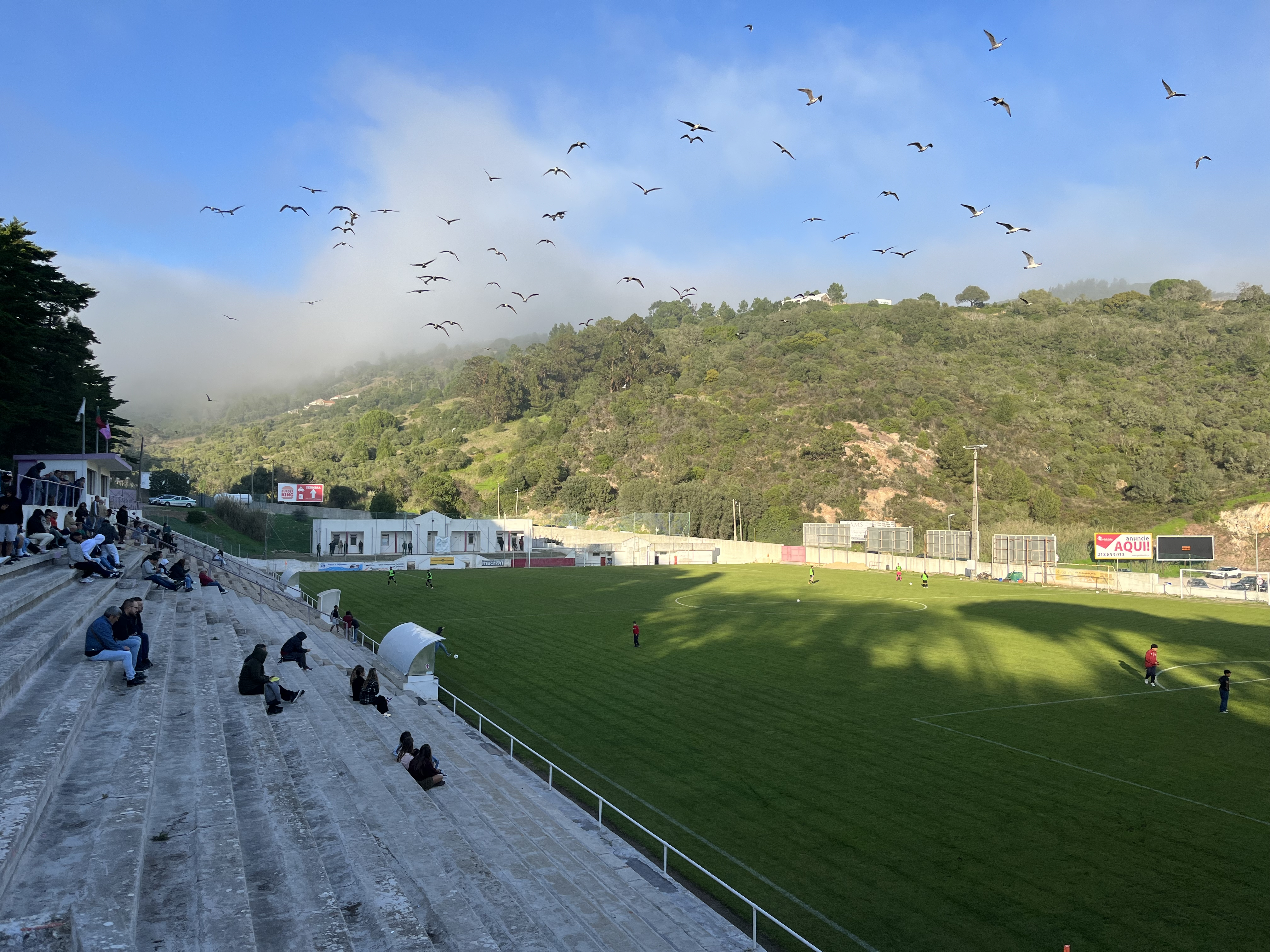
Estádio Vila Amália

Desde a fundação do clube, a sua equipa de futebol sénior realiza as suas partidas em casa no Estádio Vila Amália, localizado na Avenida da Liberdade em Sesimbra, junto ao Pavilhão Gimnodesportivo e à Piscina e Sala de Desportos do clube. Atualmente possui uma capacidade para 2 850 pessoas, tendo um relvado natural desde 1997.
A história do Estádio Vila Amália remonta a um campo de jogos que foi utilizado desde 1915 pelo União Futebol Sesimbra, um dos clubes fundadores do Grupo Desportivo de Sesimbra. O estádio recebeu o nome de Vila Amália a partir de um solar situado nas proximidades, que pertencia à benemérita Amália Caldeira Monteiro.
Desde 2008, como parte do projeto de reordenamento da Avenida da Liberdade, está prevista a demolição do atual estádio e a construção de um novo, tendo os terrenos do Estádio Vila Amália passado para domínio municipal como contrapartida pela construção do novo estádio. O projeto do novo Estádio Vila Amália, inicialmente programado para iniciar em 2009 e concluir em 2010, ainda não se concretizou. Apesar dos planos iniciais, a comunidade local continua a aguardar por atualizações sobre o desenvolvimento deste projeto que, quando realizado, representará um marco significativo nas condições desportivas do concelho de Sesimbra.

### Pavilhão
O Pavilhão Gimnodesportivo de Sesimbra é a sede do clube desde a sua inauguração em 22 de abril de 1977 e funciona como a casa das suas modalidades, sendo assim um ponto central na vida desportiva do Grupo Desportivo de Sesimbra.
A construção do pavilhão foi uma aspiração antiga da comunidade sesimbrense e um objetivo essencial durante os primeiros anos do clube, uma vez que o fomento da prática de todos os desportos foi um dos objetivos da criação do clube. Com a contribuição de diversos sesimbrenses que, de uma maneira ou de outra, contribuíram para a construção da infraestrutura, o objetivo da construção do pavilhão foi alcançado.
Com instalações adaptadas às exigências desportivas, o Pavilhão Gimnodesportivo é palco não só de treinos e competições, mas também de eventos culturais que fortalecem os laços entre os sócios, adeptos e simpatizantes do clube. Possui um espaço versátil dentro do pavilhão, o Salão de Festas Coronel Joaquim Pinto Brás, nomeado em homenagem ao primeiro presidente do clube, adequado tanto para a prática desportiva, mas também para momentos culturais e festivos.

### Complexo Desportivo
O Complexo Desportivo Municipal da Maçã é o centro de treino e competição das equipas de formação de futebol do Grupo Desportivo de Sesimbra. Dispõe de campos relvados sintéticos preparados para a prática de futebol de 11, 9 e 7, tendo o campo principal uma bancada com capacidade para mil espectadores.
Este equipamento começou a ser idealizado na década de noventa, quando o clube pretendeu construir junto ao seu pavilhão um segundo campo de futebol com o intuito de proporcionar melhores condições para as suas equipas, num projeto denominado Mata do Desportivo. No entanto, este complexo acabou por não ser construído no local pretendido, mas sim na localidade de Maçã.

### Piscina e Sala de Desporto
O Complexo Desportivo - Piscina e Sala de Desporto é composto por uma piscina com 25 metros e seis pistas, uma sala de desporto, um ginásio de cardiofitness, sauna, bar, serviços administrativos e dois postos médicos, representando um investimento superior a três milhões de euros.
A concepção deste complexo teve início na década de noventa, com a formalização da escritura a ocorrer em 1994. O projeto foi entregue ao arquiteto Carlos Trindade em 1997, seguindo-se a estipulação do contrato-programa com o Instituto do Desporto em 1999. O lançamento simbólico da primeira pedra ocorreu em 23 de fevereiro de 2002, tendo o complexo sido inaugurado a 10 de agosto de 2008 com a presença de diversas personalidades, instituições e uma significativa participação da comunidade local.
A gestão deste complexo foi transferida para o âmbito municipal em 2014, ao abrigo de um protocolo entre o Grupo Desportivo de Sesimbra e a Câmara Municipal de Sesimbra.
Esta infraestrutura, que foi idealizada de forma a que o clube possa apostar na natação, aumentar as suas receitas e dar condições às suas modalidades, proporciona uma ampla gama de atividades, adaptadas a todas as idades e orientadas por instrutores qualificados, contribuindo assim para a promoção da prática desportiva na comunidade.